# شركة عسكرية خاصة

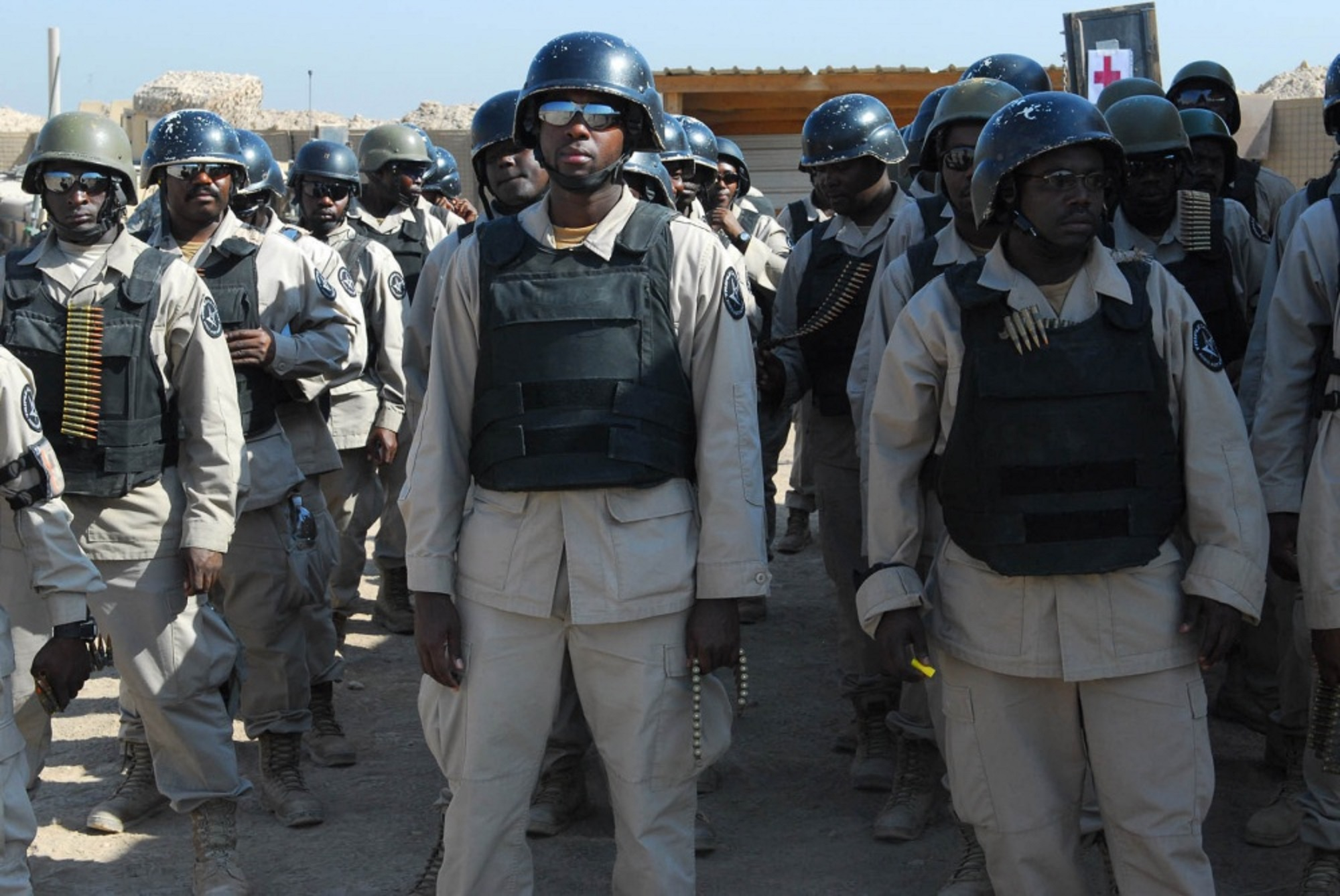
مواطنون أوغنديون عقدوا عقداً في "تريبل كانوبي" خلال التدريب في العراق، 2011

شركة عسكرية خاصة (PMC) أو شركة عسكرية وأمنية خاصة (PMSC) هي شركة خاصة تقدم خدمات قتالية مسلحة أو أمنية لتحقيق مكاسب مالية. تشير الشركات العسكرية الخاصة إلى أفرادها باسم "مقاولين أمنيين" أو "مقاولين عسكريين خاصين".
الخدمات والخبرات التي تقدمها الشركات غالبًا ما تكون مشابهة لتلك التي يقدمها الأمن الحكومي أو العسكرية أو الشرطة ولكن في الغالب على نطاق أصغر. غالباً ما تقدم الشركات العسكرية الخاصة خدمات لتدريب أو تعزيز القوات المسلحة الرسمية في خدمة الحكومات، ولكن يمكن استخدامها أيضًا من قبل الشركات الخاصة لتوفير حراس شخصيين لموظفين رئيسيين أو حماية مقرات الشركة، خاصة في الأراضي العدائية. ومع ذلك، يمكن اعتبار المتعاقدين الذين يستخدمون القوة المسلحة في منطقة حرب مقاتلين غير شرعيين في إشارة إلى مفهوم محدد في اتفاقيات جنيف ومعلن صراحة عن طريق قانون اللجان العسكرية الأمريكية لعام 2006.
الشركات العسكرية الخاصة تقوم بعمليات ووظائف كثيرة. بعض الأمثلة تشمل إصلاح الطيران العسكري في شرق أفريقيا، والحماية الوثيقة للرئيس الأفغاني حامد كرزاي، وتحليق طائرات تجسس ومروحيات كجزء من خطة كولومبيا.  ووفقًا لدراسة عام 2003، كانت الصناعة تكسب أكثر من 100 مليار دولار سنويًا.
ووفقًا لدراسة أجراها مكتب مدير الاستخبارات الوطنية عام 2008، يشكل المقاولون الخاصون 29٪ من القوى العاملة في مجتمع الاستخبارات الأمريكي ويكلفون ما يعادل 49٪ من ميزانيات موظفيهم.